# MTV 오스트레일리아 어워드
MTV 오스트레일리아 어워드(MTV Australia Awards, MTV Australia Video Music Awards, AVMA's로도 알려짐)는 MTV 오스트레일리아에서 주최하는 음악 시상식으로, 2005년 처음 열렸다.

## 역사
MTV 오스트레일리아 어워드는 2004년 MTV 시상식을 개최할 17번째 나라로 선정되면서 계획되었고, 그해 말 후보가 발표되었다. 1회 시상식은 2005년 3월 3일 루나 파크 시드니에서 열렸다.

## 시상식 장소
| 회차 | 날짜            | 도시      | 장소                           | 진행                                    |
| ---- | --------------- | --------- | ------------------------------ | --------------------------------------- |
| 1    | 2005년 3월 3일  | 시드니    | 루나 파크 시드니               | 더 오스본                               |
| 2    | 2006년 4월 12일 | 시드니    | 에이서 아레나                  | 애슐리 심슨                             |
| 3    | 2007년 4월 29일 | 시드니    | 에이서 아레나                  | 퍼기, 조엘 메이든, 벤지 메이든, 굿 샬롯 |
| 4    | 2008년 4월 26일 | 시드니    | 오스트레일리아 테크놀로지 파크 | 와이클리프 진                           |
| 5    | 2009년 3월 27일 | 달링 하버 | 시드니 컨벤션 센터             | 피터 웬츠                               |

## 시상 부문
| 부문                                    | 2005   | 2006   | 2007   | 2008   | 2009   |
| --------------------------------------- | ------ | ------ | ------ | ------ | ------ |
| 최우수 비디오/올해의 비디오             | 예     | 예     | 예     | 예     | 예     |
| 최우수 오스트레일리아 가수              | 아니요 | 아니요 | 아니요 | 예     | 예     |
| 최우수 뉴질랜드 가수                    | 아니요 | 아니요 | 아니요 | 예     | 예     |
| 신인상                                  | 예     | 예     | 예     | 예     | 예     |
| 최우수 콜라보레이션/최우수 훅업         | 아니요 | 아니요 | 예     | 아니요 | 예     |
| 최우수 록 비디오                        | 예     | 예     | 예     | 아니요 | 예     |
| 최우수 댄스 비디오                      | 예     | 예     | 예     | 아니요 | 예     |
| 최우수 안무                             | 아니요 | 아니요 | 아니요 | 아니요 | 예     |
| Free Your Mind                          | 예     | 예     | 예     | 예     | 예     |
| 올해의 인터네셔널 뮤직 아티스트         | 아니요 | 아니요 | 아니요 | 예     | 아니요 |
| 비디오 공로상                           | 아니요 | 아니요 | 예     | 아니요 | 아니요 |
| 올해의 다운로드                         | 아니요 | 아니요 | 예     | 아니요 | 아니요 |
| 올해의 앨범                             | 아니요 | 예     | 예     | 아니요 | 아니요 |
| 올해의 노래                             | 아니요 | 예     | 아니요 | 아니요 | 아니요 |
| 최우수 힙합 비디오                      | 아니요 | 예     | 예     | 아니요 | 아니요 |
| 최우수 알앤비 비디오                    | 예     | 예     | 아니요 | 아니요 | 아니요 |
| 최우수 팝 비디오                        | 예     | 예     | 예     | 아니요 | 아니요 |
| 최우수 남자 가수                        | 예     | 예     | 예     | 아니요 | 아니요 |
| 최우수 여자 가수                        | 예     | 예     | 예     | 아니요 | 아니요 |
| 최우수 그룹                             | 예     | 예     | 예     | 아니요 | 아니요 |
| 최우수 비디오 의상                      | 예     | 아니요 | 아니요 | 아니요 | 아니요 |
| 섹시한 비디오                           | 예     | 아니요 | 예     | 아니요 | 아니요 |
| 영화 스타상                             | 아니요 | 아니요 | 아니요 | 예     | 아니요 |
| 스포츠상                                | 아니요 | 아니요 | 아니요 | 예     | 아니요 |
| 초신성상                                | 예     | 아니요 | 아니요 | 아니요 | 아니요 |
| VH1 뮤직 퍼스트상                       | 예     | 아니요 | 아니요 | 아니요 | 아니요 |
| 시청자 투표 (오스트레일리아 & 뉴질랜드) | 예     | 예     | 예     | 아니요 | 아니요 |
| 텔레비전 모멘트상                       | 아니요 | 아니요 | 아니요 | 예     | 아니요 |
| 굿 카르마상                             | 아니요 | 아니요 | 아니요 | 예     | 아니요 |
| 배드 카르마상                           | 아니요 | 아니요 | 아니요 | 예     | 아니요 |
| 라이브 퍼포머상                         | 아니요 | 아니요 | 아니요 | 예     | 아니요 |
| 리메이크상                              | 아니요 | 아니요 | 아니요 | 예     | 아니요 |
| Spankin' New Aussie Artist Award        | 아니요 | 예     | 아니요 | 아니요 | 아니요 |